# Henrique Pongetti
Henrique Pongetti (Juiz de Fora, 18 de janeiro de 1898 — Rio de Janeiro, 1979) foi um jornalista e dramaturgo brasileiro.

## Biografia
Filho dos imigrantes italianos Ruggero Pongetti e Marianna Feltrini, ainda bebê mudou-se com os pais para Petrópolis, onde nasceram seus irmãos Ruggero Jr. e Rodolfo, importantes editores de livros de meados do século XX.
Em 1920 começou a carreira de jornalista, escrevendo para o jornal Tribuna de Petrópolis. Logo depois foi para o Rio de Janeiro, onde escreveu sua primeira peça teatral, A Noite Mil e Dois, que foi musicada por Antonio Lago, o pai de Mário Lago.
Escreveu para grandes atores como Procópio Ferreira, Manuel Pêra, Raul Roulien e Jaime Costa, nas décadas de 1940 e 1950. Foi também responsável pelos roteiros dos filmes Grito da Mocidade e Favela dos Meus Amores, esse último dirigido por Humberto Mauro.
Assinou por trinta anos uma coluna com uma crônica diária no jornal O Globo, e dirigiu a revista Radiolândia. A pedido de Adolfo Bloch, criou a Manchete ao lado de Raimundo Magalhães Júnior e Pedro Bloch.
Seu maior sucesso no teatro aconteceu em 1962, com o espetáculo Society em Baby Doll, estrelado por Tônia Carrero. O filme teve uma adaptação cinematográfica em 1965, que marcou a estreia da atriz Marieta Severo.

## Principais obras

### Teatro
- Society em Baby Doll
- Manequin
- História de Carlitos - 1935
- Os maridos avisam sempre -1953
- A mulher das quintas-feiras
- Amanha se não chover
- Conheça seu homem - 1960
- Orquídeas para Claudia
- Zefa entre os homens[4]

### Prosa
- Pan sem frauta - contos - 1922
- Câmera lenta - 1930
- Deserto verde - 1933
- Encontro no aeroporto - memórias - 1958
- Alta infidelidade - contos - 1961
- O Espinho na carne - romance - 1968
- Fábula & Contrafábula - contos - 1969
- O Carregador de lembranças - memórias - 1971
- Inverno em biquíni - crônicas  1977